# Vùng đất Princess Elizabeth

Vị trí của Vùng đất Princess Elizabeth (đỏ), Lãnh thổ châu Nam Cực thuộc Úc

Vùng đất Princess Elizabeth (tiếng Anh: Princess Elizabeth Land) là một khu vực rộng lớn nằm ở Châu Nam Cực, nằm giữa kinh độ 73° Đông và Mũi Penck 87°43' Đông. Princess Elizabeth Land được định vị giữa 64°56'N và 90°00'N, giữa 73°35'Đ và 87°43'Đ. Nó được chia thành hai khu vực:
- Ingrid Christensen Coast, 73°35'Đ đến 81°24'Đ
- Leopold and Astrid Coast, 81°24'Đ đến 87°43'Đ

Nó được giới hạn ở phía Tây bởi Thềm băng Amery, Mac. Robertson Land, và phía Đông bởi Vùng đất Wilhelm II.
Vùng đất Princess Elizabeth được khám phá vào ngày 9, tháng 2 năm 1931, bởi British Australian and New Zealand Antarctic Research Expedition (BANZARE) (1929-1931) dưới thời của ngài Douglas Mawson. Vùng đất Princess Elizabeth được Mawson đặt theo tên của Công chúa Elizabeth, người sau này trở thành Nữ hoàng Elizabeth II.